# 国家辺海防委員会
国家辺海防委員会（こっかへんかいぼういいんかい）は、中華人民共和国の委員会。
原語表記「国家边海防委员会」英語表記「State Committee of Border and Coastal Defense」

## 概要
外国からの侵略、侵入、挑発や国境を越えた活動の破壊、麻薬密売、密輸、テロ組織に対抗した緊急事態を処理およびそれらの防止、海上監視、漁業管理、海洋、検査、検疫、税関や他の部署の法執行機関の責任・権限との対応のため国家によって設立された委員会。
公的な記述が極めて少ない反面、中国では多くの記事が見受けられ、陸および海の国境周辺に関する国防委員会として活発に活動しているのが見受けられる。故鄧小平故郷訪問を伝える国防部長梁光烈の報道記事中に「国家辺海防委員会主任」との兼任表記がある事から、国防部長と国家辺海防委員会主任が兼任である事が窺い知れる。また、各地方にも辺海防委員会が設置されている。